# Higo común (higo tipo)
La higuera tipo Higo Común es un cultivar de higuera Ficus carica también denominado persistente: no necesita ser polinizado para dar fruto. Esto es lo que se conoce como el higo común del jardín.

## Variedades de higo común
- „Abicou“ excelente variedad para breva fresca,
- „Albacor“ originaria de las Islas Baleares, bífera, sinónimos : 'Ademuz', 'Albacor', 'Alcacer 1', 'Bacorera', 'Betera', 'Breval Málaga', 'Colar Elche', 'Cuello de Dama Negra', 'Del Gra Negre', 'Goen', 'Mission', 'Napolitana Negra', 'Brevera Foyos', 'Negra', 'Negra 3', 'Negra Común R', 'Negra Málaga', 'Negra Tocinera', 'Torre Baja 1', '9602', '9603', '9607', '9616'.
- „Albar (higo)“, originaria de Extremadura, bífera
- „Angelina“, originaria de las Islas Baleares, bífera, sinónimos : 'Algerina'
- „Ayuela“, originaria de Extremadura, bífera
- „Banane“, originaria de Francia, bífera,
- „Battaglia“,
- „Bêbera branca“,
- „Bec de Perdiu“, originaria de Cataluña, bífera, sinónimos : 'Burriana 1', 'Napolitana Chelva 1', 'Napolitana', 'Napolitana Enguera', 'Napolitana Negra', 'Napolitana Negra Foyos', 'Napolitana Mas Valero', 'Negra Pozuelo', 'Torre Baja 3',
- „Bermejí“, originaria de Extremadura, bífera
- „Bermescay“, originaria de Islas Baleares, bífera, sinónimos : 'Calabacita'

| - „Black Genoa“, - „Black Iscia“, - „Black Jack“, - „Black Madeira Flat“, originaria de Portugal, - „Black Mission“, - „Black Portugal“, 45- 50 gr - „Blanca Betera“, originaria de Comunidad Valenciana, bífera - „Blanca Foyos“, originaria de Comunidad Valenciana, unífera - „Blanca R“, originaria de Cataluña, unífera - „Blava“, originaria de Islas Baleares, bífera - „Boja“, originaria de Cataluña, unífera, sinónimos : 'Farta Belitres' - „Bota Morada“, originaria de Castilla y León, bífera, sinónimos : 'Serranilla' - „Boyuna“, originaria de Extremadura, bífera, sinónimos : 'Porronta' - „Brocaletx“, originaria de Islas Baleares, unífera, sinónimos : 'De Ley 2', 'Lloral', 'Martinenca Rimada', 'Martinenca' (Mallorca), 'Martinenca Mina', 'Martinenca' (Reus), 'Porquenya' - „Brown Turkey“, Estados Unidos, bífera, sinónimos : 'Albatera', 'Desconegut 12' - „Burjassot Alguaire“, originaria de Cataluña, unífera - „Burjassot Blanca“, originaria de Comunidad Valenciana, unífera, sinónimos : 'Albacor' - „Burjassot Negre“, originaria de Cataluña, unífera, sinónimos : 'Paratjal', 'Pota de Cavall' - „Burreña“, originaria de Extremadura, bífera - „Cabatxa“, originaria de Cataluña, unífera, sinónimos : 'Pit de Reina' - „Calabacita“, originaria de Extremadura, bífera, sinónimos : 'Bermesca' - „Calderona“, originaria de Islas Baleares, unífera, sinónimos : 'Paretjal Negra' - „Capoll Llarch“, originaria de Islas Baleares, unífera, - „Casas Bajas (higo)“, originaria de Comunidad Valenciana, bífera, - „Champagne“, Estados Unidos, - „Colar de Elche“, bífera, - „Coll de Dama Blanca“, originaria de Cataluña, unífera, sinónimos : 'Breva Q', 'Coll de Dama Negre', 'Col de Dame Rosa', 'Cuello de Dama Negre', 'Cuello de Dama Rosa', 'De Lley 1', 'Ull de Perdiu Mina', '9603', '9605', '9615' - „Coll de Dama Negre“, originaria de Islas Baleares, unífera, sinónimos : 'Breva Q', 'Coll de Dama Blanca', 'Coll de Dama Rosa', 'Cuello de Dama Negre', 'Cuello de Dama Rosa', 'De Lley 1', 'Ull de Perdiu Mina', '9603', '9605', '9615' - „Coll de Dama Rosa“, originaria de Cataluña, unífera, sinónimos : 'Breva Q', 'Coll de Dama Blanca', 'Coll de Dama Negre', 'Cuello de Dama Negre', 'Cuello de Dama Rosa', 'De Lley 1', 'Ull de Perdiu Mina', '9603', '9605', '9615' - „Conadria“, Estados Unidos, bífera, - „Cordobis“, originaria de Extremadura, unífera, - „Cornudella (higo)“, originaria de Cataluña, unífera, - „Cuello de Dama Blanco“, (Provincia de Cáceres, bífera, - „Cucurella“, originaria de Cataluña, unífera, sinónimos : 'De la Gota de Miel', '178', '184' - „Cuiro de Bou“, originaria de Islas Baleares, unífera, - „Dalmatie“ y Crnica Petrovka (Croacia), bífera, - „De Bacó“, originaria de Cataluña, bífera, - „De Butxaca“, originaria de Cataluña, bífera, - „Del Sen Jaume Gran“, (Artá, Mallorca) unífera, - „D´n Manel“, originaria de Francia, bífera, sinónimos : 'Tres voltas L’Any-1' - „De Rey“, originaria de Extremadura, bífera, - „Desconegut 85“, originaria de Cataluña, bífera, - „Doña María“, originaria de Extremadura, bífera, - „Dottato“, originaria de Islas Baleares, bífera, sinónimos : 'Blanca Cabezuela', 'Cuello de Dama Blanco', 'Del Guardia', 'Gota de Miel', 'Kadota', 'Napolitana Blanca' - „Excel Figs“, higuera vigorosa, productiva, higos de 40-60gr - „Figo branco do cedo“, - „Figo do tarde“, | - „Figo Doce“, - „Figo preto do cedo“, - „Flander Fig“, unífera, higos de 50-65gr - „Genyiva Mort“, originaria de Cataluña, bífera, - „Granito“, originaria de Extremadura, bífera, - „Green Jordan“, originaria de Jordania, unífera, higos de 40-60gr - „Honígal“, originaria de Extremadura, unífera, - „Hortella“, originaria de Islas Baleares, unífera, - „Imperial 76“, originaria de Cataluña, unífera, sinónimos : 'Pell Verd' - „Improve Brown Turkey Fig“, - „Jorba“, originaria de Islas Baleares, unífera, - „Kadota“, - „Khurtmani/Red Israel“, productiva 70-80gr - „La Casta“, originaria de Extremadura, unífera, - „LSU Gold“, Estados Unidos, - „LSU Purple“, Estados Unidos, - „Mallea“, originaria de Islas Baleares, unífera, sinónimos : 'Alacantina', 'Albacor', 'Blanca 1', 'Bordissot Blanc', 'Burdissot Verde', 'Calabacita R', 'Capoll Llarg', 'Fraga', 'Gota de Miel', 'Maellana Blanca', 'Napolitana M', 'Panachée', 'Sabanita', 'Verde Pozuelo' - „Mare de Deu“, originaria de Islas Baleares, unífera, sinónimos : 'Ull de Perdiu Mina' - „Martina“, originaria de Islas Baleares, bífera, - „Martinenca“, originaria de Islas Baleares, unífera, sinónimos : 'Brocalet', 'De Ley 2', 'Lloral', 'Martinenca Rimada', 'Martinenca' (Mallorca), 'Martinenca Mina', 'Porquenya' - „Masui Dauphine“, originaria de Japón, unífera, - „Mel do Algarve“, - „Miralla“, originaria de Islas Baleares, unífera, - „Mission“ (Estados Unidos), bífera, sinónimos : 'Ademuz', 'Albacor', 'Alcacer 1', 'Bacorera', 'Betera', 'Breval Málaga', 'Colar Elche', 'Cuello de Dama Negra', 'Del Gra Negre', 'Goen', 'Napolitana Negra Brevera Foyos', 'Negra', 'Negra 3', 'Negra Común R', 'Negra Málaga', 'Negra Tocinera', 'Torre Baja 1', '9602', '9603', '9607', '9616' - „Moisoniere“, originaria de Francia, unífera, sinónimos : 'Becane Noire' - „Moscatel“, originaria de Castilla-La Mancha, unífera, - „Moscatel Negra“, originaria de Castilla-La Mancha, bífera, - „Napolitana Bacorera“, originaria de Cataluña, bífera, - „Napolitana Blanca“, originaria de Cataluña, unífera, sinónimos : 'Aldearrubia', 'Blanca Valenciana', 'De la Roca', 'Envernesca-Gota de Miel', 'Hivernenca M', 'Llei', 'Napolitana R' - „Negra Cabezuela“, originaria de Extremadura, bífera, - „Negra Calabacilla“, originaria de Andalucía Oriental, bífera, - „Negra Común“, originaria de Andalucía Oriental, bífera, - „Negronne Fig“, peso de 45-55 gr - „Osborne Prolific Fig“, - „Panache Tiger“, - „Panachée“, originaria de Cataluña, unífera, sinónimos : 'Alacantina', 'Albacor', 'Blanca 1', 'Bordissot Blanca', 'Burdissot Verde', 'Calabacita R', 'Capoll Llarg', 'Fraga', 'Gota de Miel', 'Maellana Blanca', 'Mallea', 'Napolitana M', 'Sabanita', 'Verde Pozuelo' - „Paratjal“, originaria de Islas Baleares, bífera, - „Pell de Bou“, originaria de Islas Baleares, bífera, - „Perolaza“, originaria de Cataluña, unífera, - „Peters Honey“, - „Pezonuda“, originaria de Andalucía Oriental, unífera, - „Picholetera“, originaria de Extremadura, unífera, - „Pingo de Mel“, - „Princesa“, originaria de Portugal, bífera, - „Red Russia“, - „Rogisca“, originaria de Islas Baleares, unífera, - „Roja Almohadin“, originaria de Castilla-La Mancha, unífera, sinónimos : 'Franciscana' - „Sals Corleone“, - „San Antonio“, originaria de Extremadura, bífera - „Sang“, de „Rossi“, originaria de Comunidad Valenciana, unífera - „Sarrona“, originaria de Castilla-La Mancha, unífera - „Setjolla Porrera“, originaria de Cataluña, unífera, sinónimos : 'Ull de Perdiu 2' - „Sitscel“, originaria de Islas Baleares, bífera - „Texas Blue Giant Fig“, sinónimos : 'Texas Blue Giant' - „Torrebaja 2“, originaria de Islas Baleares, bífera - „Tres Collitas“, originaria de Cataluña, bífera - „Tres Voltas L“, originaria de Cataluña, bífera, sinónimos : 'Any', '2', - „Ull de Perdiu 1“, originaria de Cataluña, unífera, sinónimos : 'Setjola' - „Verdal“, originaria de Islas Baleares, unífera, sinónimos : 'Verdal M', 'Verdal Mina', 'Verdal R', '9612' - „Verdaleta“, originaria de Comunidad Valenciana, bífera, - „Verdejo“, originaria de Extremadura, bífera, - „Verdejuela“, originaria de Extremadura, bífera, - „Violette de Bordeaux“ - „White Genoa“, originaria de Estados Unidos, unífera, - „Wuhan fig“ - „Zuguele“, originaria de Extremadura, bífera. |

### Cultivares de higueras
- A1 133
- A Panetta
- Abakour Amellal
- Abaldufada Rimada
- Abboudi
- Abebereira
- Aberdin
- AbouKounis Black
- Achaiko Tragano
- Afghan A
- Albacor Comuna
- Algerina Blanca
- Albacor Blanca
- Anglanat
- Bayernfeige Violetta
- Bordissot Negra de Coll Llarg
- Bicariña de Tenerife
- Blanquella
- Blanca Bétera
- Blanca Canaria
- Blanca Clara
- Blanca Cuello Largo
- Blanca de Cartagena
- Blanca de Invierno
- Blanca de Maella
- Blanca de Sant Fost
- Blanca de Vilamajor
- Blanca del Montseny
- Blanca Escalona
- Blanca Fina
- Blanca Foyos
- Blanca Larga
- Blanca Majorera
- Blancaflor
- Blanche d'Argenteuil
- Blava Campanera
- Breva Rosa
- Brevas Negras
- Brevera Blanca
- Breverilla Blanca
- Brianzolo
- Brigoriña
- Burreña
- CNN-5 (higo)
- Cachopeiro Branco
- Calderona de Míner
- Capelas
- Capoll Curt
- Capoll Curt Negra
- Carabasseta
- Carlina Negra
- Carballar Negra
- Castelhana Branca
- Coll de Dama Bordissotenca
- Coll de Dama Gegantina
- Coll de Dama Rimada
- Coll de Dama Roja
- Coll de Dama de Ciutat
- Coll de Frare
- Col de Dame Gris
- Côtia
- Cota (higo)
- Cotia Herreña
- Cotia Palmera-1
- Cotia Palmera-2
- D'En Bóta
- D'En Conquet
- D'En Jaume Punta
- D'En Peregran
- D'En Pieres
- D'En Vicenç Vaquer
- D'en Roig Manyo
- D'en Tià Penya
- Da Ponte de Quarteira
- Des Cós
- Des Far
- Des Soldat
- Des Vicari
- De Bou
- De Cabrera
- De Capocorp D'En Munar
- De Cà
- De L'Agulla
- De L'Ofre
- De La Caseta
- De La Cova
- De La Galta
- De La Plata
- Doña María
- Elegible
- Figa Flor Blanca de Sant Boi
- Figos Brancos Santiaguiños
- Figos de Malva
- Ilariana
- Imperial
- Inverniza
- Isabeles
- Israel
- Italian 258 (DFIC 265)
- Higo de Invierno
- Higos Brevas
- Higuera Trillana

## Características
El 'Higo Común' es el “higo tipo” de cultivo más frecuente en pequeñas parcelas de cultivo y en jardines particulares pues son higos autofértiles persistentes.
En este tipo de cultivares hay dos variedades, las uníferas que desarrollan solamente una cosecha de higos, y las bíferas que desarrollan dos cosechas una temprana a inicios de verano de frutos más grandes (brevas), y otra a mediados o finales de verano y otoño, de frutos más pequeños (higos).
Se cría sin dificultad. Prefieren pleno sol, refugio contra el viento, en un suelo arcilloso y bien drenado.